# Nymphalis flavomaculata
Nymphalis flavomaculata är en fjärilsart som beskrevs av Maslowscy 1923. Nymphalis flavomaculata ingår i släktet Nymphalis och familjen praktfjärilar. Inga underarter finns listade i Catalogue of Life.